# Kokxetau
Kokxetau (kazakh: Көкшетау, Kókshetaý) és una ciutat del nord del Kazakhstan capital de la província d'Akmolà. Està situada a la riba del llac Khopa, uns 300 km al nord d'Astanà. L'àrea al voltant de Kokxetau és famosa pels seus dos parcs nacionals, el de Burabai i el de Kokxetau.
Després de la dissolució de la Unió Soviètica, l'any 1991, la majoria d'indústries de la ciutat van tancar. Actualment roman certa mineria d'or al nord de la ciutat.

## Història
Kokxetau es va fundar per l'exèrcit rus com un destacament militar l'any 1824. El seu nom en kazakh significa «muntanya de fum blau». El 1868 va esdevenir una capital de districte dins la Gubèrnia d'Omsk, a l'Imperi Rus. El 1944 va esdevenir capital de l'òblast de Koktxetav, ja que llavors el seu nom en rus era Кокчета́в (Koktxetav), dins la República Socialista Soviètica del Kazakhstan. Amb la reorganització administrativa de 1999 Kokxetau va passar a ser la capital de la província d'Akmolà.
A partir de 1939, amb l'operació polonesa del NKVD (una de les operacions massives de l'NKVD) molts polonesos ciutadans de l'URSS (del Kresy) van ser deportats a la regió, i Kokxetau va esdevenir el centre de la comunitat polonesa del Kazakhstan.

## Clima
Kokxetau té un clima semiàrid fred (classificació de Köppen BSk) amb influències continentals extremes. Els hiverns són llargs i freds i els estius calurosos.
| Dades climàtiques a Kokxetau       | Dades climàtiques a Kokxetau | Dades climàtiques a Kokxetau | Dades climàtiques a Kokxetau | Dades climàtiques a Kokxetau | Dades climàtiques a Kokxetau | Dades climàtiques a Kokxetau | Dades climàtiques a Kokxetau | Dades climàtiques a Kokxetau | Dades climàtiques a Kokxetau | Dades climàtiques a Kokxetau | Dades climàtiques a Kokxetau | Dades climàtiques a Kokxetau | Dades climàtiques a Kokxetau |
| Mes                                | gen                          | febr                         | març                         | abr                          | maig                         | juny                         | jul                          | ag                           | set                          | oct                          | nov                          | des                          | anual                        |
| ---------------------------------- | ---------------------------- | ---------------------------- | ---------------------------- | ---------------------------- | ---------------------------- | ---------------------------- | ---------------------------- | ---------------------------- | ---------------------------- | ---------------------------- | ---------------------------- | ---------------------------- | ---------------------------- |
| Mitjana diària °C (°F)             | −15.3 (4.5)                  | −15.1 (4.8)                  | −7.4 (18.7)                  | 4.0 (39.2)                   | 12.2 (54)                    | 18.4 (65.1)                  | 20.2 (68.4)                  | 16.8 (62.2)                  | 11.3 (52.3)                  | 2.5 (36.5)                   | −6.1 (21)                    | −11.8 (10.8)                 | 2.47 (36.46)                 |
| Precipitació mitjana mm (polzades) | 12.8 (0.504)                 | 11.3 (0.445)                 | 10.5 (0.413)                 | 17.9 (0.705)                 | 32.7 (1.287)                 | 40.2 (1.583)                 | 68.5 (2.697)                 | 43.6 (1.717)                 | 24.8 (0.976)                 | 22.8 (0.898)                 | 15.7 (0.618)                 | 11.7 (0.461)                 | 312.5 (12.304)               |
| Mitjana de dies de pluja           | 3.7                          | 3.4                          | 3.0                          | 4.2                          | 6.5                          | 6.5                          | 8.5                          | 7.3                          | 5.5                          | 6.2                          | 4.3                          | 3.3                          | 62.4                         |
| Mitjana mensual d'hores de sol     | 89.0                         | 127.0                        | 196.0                        | 227.0                        | 277.0                        | 306.0                        | 313.0                        | 250.0                        | 190.0                        | 118.0                        | 88.0                         | 75.0                         | 2.256                        |
| Font: NOAA (1961-1990)             |                              |                              |                              |                              |                              |                              |                              |                              |                              |                              |                              |                              |                              |